# Joe E. Lewis
Joe E. Lewis (12 de enero de 1902 – 4 de junio de 1971) fue un comediante y cantante estadounidense.

## Biografía
Su verdadero nombre era Joseph Klewan, y nació en Nueva York. 
En 1927 Lewis rechazó la solicitud de Jack McGurn (un lugarteniente de Al Capone) para renovar contrato a fin de cantar y actuar en el "Green Mill Cocktail Lounge", un local del cual era propietario parcial Capone. El motivo del rechazo fue que una banda rival le había ofrecido más dinero para actuar en el club "The New Rendezvous". Como resultado de ello, una mañana de noviembre de 1927 fue asaltado en su habitación del Hotel Commonwealth, siendo mutilado y dejado por muerto. Tras la agresión necesitó varios años para volver a hablar con normalidad. Capone, que le tenía cariño, no estuvo de acuerdo con el asalto, aunque no tomó ninguna medida contra sus lugartenientes. Dio a Lewis 10 000 dólares para poder recuperarse totalmente y reiniciar su carrera.
Más adelante, durante la Segunda Guerra Mundial, Lewis viajó, junto a Ray Bolger, en giras de los espectáculos de la United Service Organizations por el Teatro de Operaciones del Pacífico. 
Lewis actuó también en las producciones cinematográficas Too Many Husbands (un corto cómico de 1931), Private Number (1936), The Holy Terror (1937), Private Buckaroo (1942) y trabajó como él mismo en Lady In Cement (1968). Así mismo participó con frecuencia en The Ed Sullivan Show y fue tres veces el invitado misterioso en What's My Line, además de ser entrevistado en Person to Person en 1956. 
En 1946 se casó con la actriz Martha Stewart, de la cual se divorció en 1948. 
Lewis y Frank Sinatra fueron grandes amigos, desde antes de la interpretación que Sinatra hizo del cómico en el film The Joker is Wild. En 1961 Sinatra contrató a Lewis para que grabara en su sello discográfico, Reprise Records. Como resultado de ello salió a la venta el disco It Is Now Post Time, uno de los primeros LP editados por Reprise, y uno de los pocos ejemplos grabados de Lewis trabajando como comediante en vivo. En el álbum Sinatra at the Sands (1966), Sinatra decía que, aunque acababa de celebrar su 50 cumpleaños, él podría tener el cuerpo de un hombre de 28 años si no hubiera pasado todos esos años bebiendo con Joe. E. Lewis.
Joe E. Lewis falleció en 1971 en Nueva York como consecuencia de las complicaciones aparecidas a causa de su hábito alcohólico. Fue enterrado en el Cementerio Cedar Park de Emerson, Nueva Jersey. 
Random House Mondadori publicó en 1955 una biografía de Lewis titulada "The Joker is Wild", escrita por Art Cohn.